# Donia Samir Ghanem
Donia Samir Youssef Ghanem (árabe: دنيا سمير يوسف سمير; El Cairo, 1 de enero de 1985) es una actriz y cantante egipcia. Hija de los actores Samir Ghanem y Dalal Abdulaziz, Donia se graduó en la universidad MSA y comenzó su vida artística en 2001, cuando tenía 16 años. Tuvo su primer papel en un programa de televisión llamado La justicia tiene muchas caras (en árabe egipcio: للعدالة وجوه وجوه - Lil Adala Wogouh Katheera).

## Carrera
El talento de Donia apareció cuando era niña, participando en obras de teatro y espectáculos escolares. Participó en dos programas de televisión en su infancia. Llamó la atención mientras actuaba en una serie egipcia llamada La justicia tiene muchas caras. Su primera aparición en una película fue en 2005 con el comediante Mohamed Henedi.
A través de apariciones en varios programas de entrevistas egipcios, Donia se destacó por su mimetismo con otros cantantes árabes. Su imitación más famosa fue la de la popular cantante Ahlam, interpretando una canción de Myriam Fares. Su primera canción fue "Far2 el Sen".
Integró el jurado de la cuarta temporada (2015) de The X Factor Arabia junto con los libaneses Elissa y Ragheb Alama.

## Filmografía
| Año  |                               | Papel             |
| ---- | ----------------------------- | ----------------- |
| 1995 | (إمراة وإمراة)                | Nadian            |
| 2001 | (للعدالة وجوه كثيرة)          | Nada              |
| 2002 | (زمن عماد الدين)              | Fardos            |
| 2004 | (عباس الابيض في اليوم الاسود) | Laila             |
| 2004 | (أحلام البنات)                | Dolly             |
| 2005 | (يانا ياخالتي)                | Nawal             |
| 2007 | (أحزان مريم)                  | Hanan             |
| 2008 | (كباريه)                      | Mona              |
| 2008 | (اتنين في واحد)               | Heba              |
| 2008 | (شارع 18)                     | Aiaa              |
| 2008 | (كافيه تشينو)                 | Laially           |
| 2009 | (الفرح)                       | Samira            |
| 2009 | (طير إنت)                     | Laila             |
| 2009 | (عزبة آدم)                    | Marim             |
| 2010 | (لا تراجع ولا استسلام)        | Jermin            |
| 2010 | (الكبير أوي ج1)               | Hadeya            |
| 2011 | (إكس لارج)                    | Dina              |
| 2011 | (365 يوم سعادة)               | Nesma             |
| 2011 | (الكبير أوي ج2)               | Hadeya            |
| 2013 | (الكبير أوي ج3)               | Hadeya            |
| 2014 | (الكبير أوي ج4)               | Hadeya            |
| 2015 | (لهفة)                        | Lahfa             |
| 2016 | (نيللي وشريهان)               | Nelly             |
| 2017 | (في اللا لا لاند)             | Etaab             |
| 2019 | (بدل الحدوتة 3)               | Bella/Lahfa/Louly |